# Stanisław Jarząbek

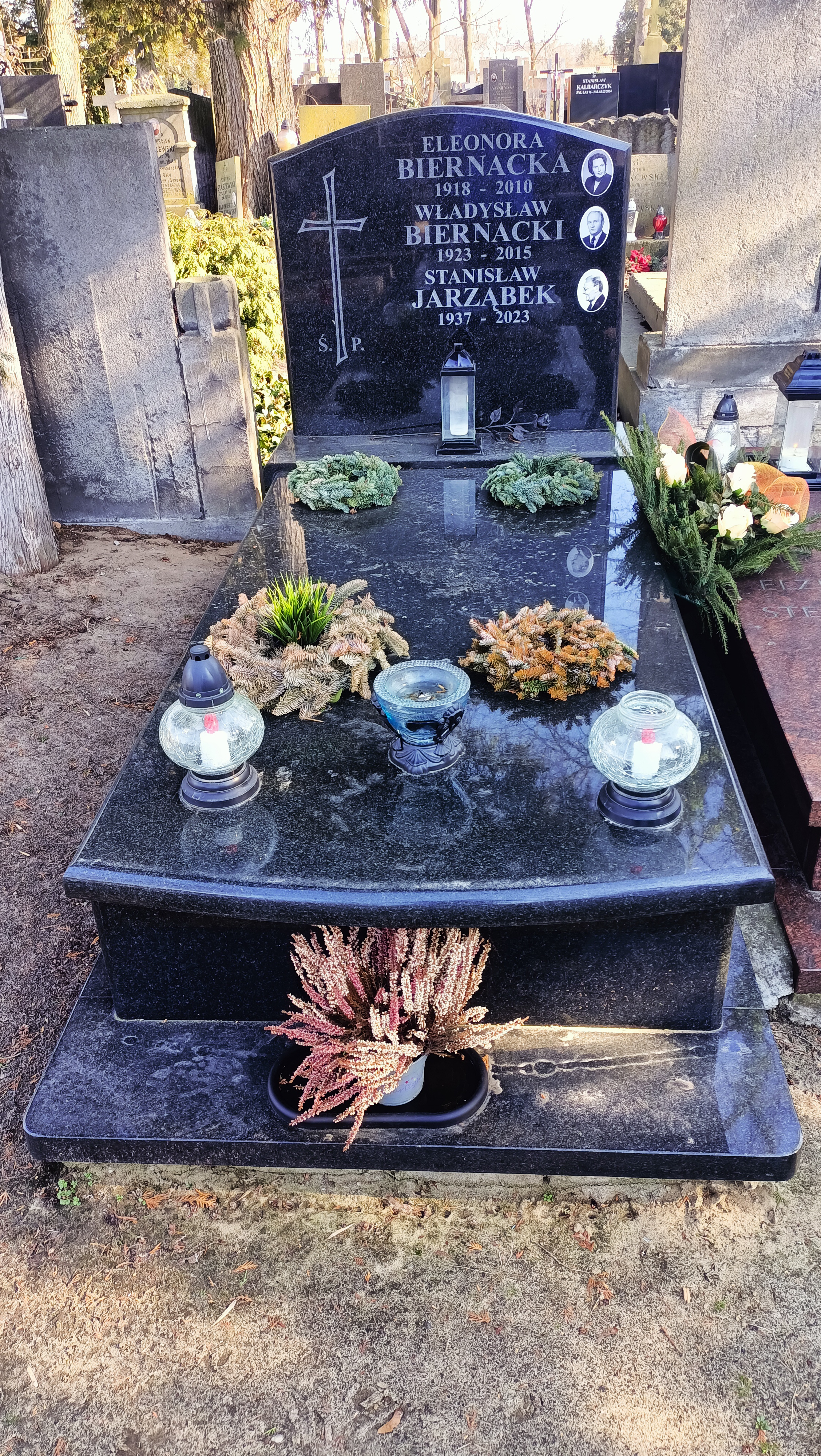
Grób Stanisława Jarząbka na Cmentarzu Bródnowskim w Warszawie

Stanisław Jarząbek (ur. 1 stycznia 1937 w Jęzorze, obecnie dzielnica Sosnowca, zm. 28 grudnia 2023) – polski dyplomata, ambasador PRL w Peru (1976–1980) i na Kubie (1982–1985).

## Życiorys
Pochodzi z rodziny robotniczej. Jego ojciec Jan pracował w Centralnych Warsztatach Mechanicznych. Wychowywał się w dzielnicy Sosnowca – Niwce. W latach 1944–1951 uczęszczał do szkoły podstawowej w Modrzejowie. W 1955 ukończył Liceum Ogólnokształcące im. Tadeusza Kościuszki w Mysłowicach. Następnie kształcił się na Wydziale Dyplomatyczno-Konsularnym Szkoły Głównej Służby Zagranicznej w Warszawie. Po V roku w ramach praktyki zawodowej został członkiem Międzynarodowej Komisji Kontroli w Indochinach. W latach 1961–1962 pracował tam w charakterze tłumacza polskich oficerów w Laosie i Wietnamie Południowym. W 1963 ukończył z wyróżnieniem także studia w Moskwie. W tym samym roku rozpoczął pracę w Ministerstwie Spraw Zagranicznych, zaczynając od stanowiska referenta. W 1972 był wśród osób odpowiedzialnych za organizację wizyty Fidela Castro w Polsce. Specjalnie zaplanował program wizyty w taki sposób, by podczas wizyty w Sosnowcu delegacja przejechała także przez jego rodzimą dzielnicę – Niwkę. W 1976 objął funkcję ambasadora PRL w Peru, będąc wówczas najmłodszym ambasadorem w polskiej służbie zagranicznej. Posiadał dodatkową akredytację w Boliwii. Kadencję zakończył w 1980. W tym samym roku został wpierw wicedyrektorem (od 10 lipca), a następnie (od 3 listopada) dyrektorem Gabinetu Ministra. Od 1982 do 1985 był ambasadorem na Kubie, akredytowanym także na Jamajce i w Grenadzie.
Stanisław Jarząbek w młodości zwany był „Tuskiem”. Mieszkał w Warszawie przy ulicy Opinogórskiej 4. Pochowany na cmentarzu Bródnowskim w Warszawie (kwatera 10D-4-7).

## Wyróżnienia
- Honorowy Obywatel Trujillo (Peru) (1979)[6]